# Mễ Chi
Mễ Chi (chữ Hán phồn thể:米脂縣, chữ Hán giản thể: 米脂县, âm Hán Việt: Mễ Chi huyện) là một huyện thuộc địa cấp thị Du Lâm, tỉnh Thiểm Tây, Cộng hòa Nhân dân Trung Hoa. Huyện này có diện tích 1212 ki-lô-mét vuông, dân số năm 2005 khoảng 23 vạn người. Mã số bưu chính là 718100, huyện lỵ đóng tại trấn Ngân Châu. Về mặt hành chính, huyện được chia thành 7 trấn, 6 hương.
- Trấn: Ngân Châu, Dương Gia Câu, Đào, Ấn Đấu, Sa Gia Điếm, Long, Đỗ Gia Thạch Câu.
- Hương: Thập Lý Phô, Cơ Gia Xá, Kiều Hà Xá, Cao Cừ, Lý Gia Trạm, Quách Hưng Trang.

## Khí hậu
| Dữ liệu khí hậu của Mễ Chi, elevation 931 m (3.054 ft), (1991–2020 normals, extremes 1981–2010) | Dữ liệu khí hậu của Mễ Chi, elevation 931 m (3.054 ft), (1991–2020 normals, extremes 1981–2010) | Dữ liệu khí hậu của Mễ Chi, elevation 931 m (3.054 ft), (1991–2020 normals, extremes 1981–2010) | Dữ liệu khí hậu của Mễ Chi, elevation 931 m (3.054 ft), (1991–2020 normals, extremes 1981–2010) | Dữ liệu khí hậu của Mễ Chi, elevation 931 m (3.054 ft), (1991–2020 normals, extremes 1981–2010) | Dữ liệu khí hậu của Mễ Chi, elevation 931 m (3.054 ft), (1991–2020 normals, extremes 1981–2010) | Dữ liệu khí hậu của Mễ Chi, elevation 931 m (3.054 ft), (1991–2020 normals, extremes 1981–2010) | Dữ liệu khí hậu của Mễ Chi, elevation 931 m (3.054 ft), (1991–2020 normals, extremes 1981–2010) | Dữ liệu khí hậu của Mễ Chi, elevation 931 m (3.054 ft), (1991–2020 normals, extremes 1981–2010) | Dữ liệu khí hậu của Mễ Chi, elevation 931 m (3.054 ft), (1991–2020 normals, extremes 1981–2010) | Dữ liệu khí hậu của Mễ Chi, elevation 931 m (3.054 ft), (1991–2020 normals, extremes 1981–2010) | Dữ liệu khí hậu của Mễ Chi, elevation 931 m (3.054 ft), (1991–2020 normals, extremes 1981–2010) | Dữ liệu khí hậu của Mễ Chi, elevation 931 m (3.054 ft), (1991–2020 normals, extremes 1981–2010) | Dữ liệu khí hậu của Mễ Chi, elevation 931 m (3.054 ft), (1991–2020 normals, extremes 1981–2010) |
| Tháng                                                                                           | 1                                                                                               | 2                                                                                               | 3                                                                                               | 4                                                                                               | 5                                                                                               | 6                                                                                               | 7                                                                                               | 8                                                                                               | 9                                                                                               | 10                                                                                              | 11                                                                                              | 12                                                                                              | Năm                                                                                             |
| ----------------------------------------------------------------------------------------------- | ----------------------------------------------------------------------------------------------- | ----------------------------------------------------------------------------------------------- | ----------------------------------------------------------------------------------------------- | ----------------------------------------------------------------------------------------------- | ----------------------------------------------------------------------------------------------- | ----------------------------------------------------------------------------------------------- | ----------------------------------------------------------------------------------------------- | ----------------------------------------------------------------------------------------------- | ----------------------------------------------------------------------------------------------- | ----------------------------------------------------------------------------------------------- | ----------------------------------------------------------------------------------------------- | ----------------------------------------------------------------------------------------------- | ----------------------------------------------------------------------------------------------- |
| Cao kỉ lục °C (°F)                                                                              | 12.5 (54.5)                                                                                     | 19.7 (67.5)                                                                                     | 28.8 (83.8)                                                                                     | 37.0 (98.6)                                                                                     | 38.0 (100.4)                                                                                    | 40.5 (104.9)                                                                                    | 39.8 (103.6)                                                                                    | 36.5 (97.7)                                                                                     | 36.7 (98.1)                                                                                     | 29.0 (84.2)                                                                                     | 22.3 (72.1)                                                                                     | 13.7 (56.7)                                                                                     | 40.5 (104.9)                                                                                    |
| Trung bình ngày tối đa °C (°F)                                                                  | 0.6 (33.1)                                                                                      | 6.0 (42.8)                                                                                      | 13.2 (55.8)                                                                                     | 21.0 (69.8)                                                                                     | 26.4 (79.5)                                                                                     | 30.3 (86.5)                                                                                     | 31.1 (88.0)                                                                                     | 28.9 (84.0)                                                                                     | 23.9 (75.0)                                                                                     | 17.6 (63.7)                                                                                     | 9.6 (49.3)                                                                                      | 2.2 (36.0)                                                                                      | 17.6 (63.6)                                                                                     |
| Trung bình ngày °C (°F)                                                                         | −7.4 (18.7)                                                                                     | −2.2 (28.0)                                                                                     | 5.1 (41.2)                                                                                      | 12.8 (55.0)                                                                                     | 18.6 (65.5)                                                                                     | 23.0 (73.4)                                                                                     | 24.5 (76.1)                                                                                     | 22.4 (72.3)                                                                                     | 16.9 (62.4)                                                                                     | 9.8 (49.6)                                                                                      | 1.9 (35.4)                                                                                      | −5.4 (22.3)                                                                                     | 10.0 (50.0)                                                                                     |
| Tối thiểu trung bình ngày °C (°F)                                                               | −13.3 (8.1)                                                                                     | −8.3 (17.1)                                                                                     | −1.6 (29.1)                                                                                     | 5.3 (41.5)                                                                                      | 10.9 (51.6)                                                                                     | 15.9 (60.6)                                                                                     | 18.9 (66.0)                                                                                     | 17.4 (63.3)                                                                                     | 11.6 (52.9)                                                                                     | 4.1 (39.4)                                                                                      | −3.4 (25.9)                                                                                     | −10.7 (12.7)                                                                                    | 3.9 (39.0)                                                                                      |
| Thấp kỉ lục °C (°F)                                                                             | −26.8 (−16.2)                                                                                   | −22.3 (−8.1)                                                                                    | −17.0 (1.4)                                                                                     | −5.9 (21.4)                                                                                     | −1.7 (28.9)                                                                                     | 5.6 (42.1)                                                                                      | 9.9 (49.8)                                                                                      | 6.5 (43.7)                                                                                      | −2.7 (27.1)                                                                                     | −9.5 (14.9)                                                                                     | −20.0 (−4.0)                                                                                    | −25.5 (−13.9)                                                                                   | −26.8 (−16.2)                                                                                   |
| Lượng Giáng thủy trung bình mm (inches)                                                         | 3.2 (0.13)                                                                                      | 5.1 (0.20)                                                                                      | 10.8 (0.43)                                                                                     | 24.9 (0.98)                                                                                     | 31.6 (1.24)                                                                                     | 51.2 (2.02)                                                                                     | 104.1 (4.10)                                                                                    | 106.7 (4.20)                                                                                    | 64.7 (2.55)                                                                                     | 31.4 (1.24)                                                                                     | 16.6 (0.65)                                                                                     | 2.6 (0.10)                                                                                      | 452.9 (17.84)                                                                                   |
| Số ngày giáng thủy trung bình (≥ 0.1 mm)                                                        | 2.4                                                                                             | 2.9                                                                                             | 3.9                                                                                             | 5.1                                                                                             | 6.3                                                                                             | 8.9                                                                                             | 11.5                                                                                            | 11.6                                                                                            | 9.3                                                                                             | 7.0                                                                                             | 4.0                                                                                             | 1.9                                                                                             | 74.8                                                                                            |
| Số ngày tuyết rơi trung bình                                                                    | 3.1                                                                                             | 2.9                                                                                             | 1.7                                                                                             | 0.4                                                                                             | 0                                                                                               | 0                                                                                               | 0                                                                                               | 0                                                                                               | 0                                                                                               | 0.1                                                                                             | 1.6                                                                                             | 2.5                                                                                             | 12.3                                                                                            |
| Độ ẩm tương đối trung bình (%)                                                                  | 58                                                                                              | 52                                                                                              | 47                                                                                              | 44                                                                                              | 46                                                                                              | 53                                                                                              | 67                                                                                              | 74                                                                                              | 75                                                                                              | 71                                                                                              | 65                                                                                              | 59                                                                                              | 59                                                                                              |
| Số giờ nắng trung bình tháng                                                                    | 217.3                                                                                           | 208.4                                                                                           | 252.2                                                                                           | 271.5                                                                                           | 300.8                                                                                           | 289.6                                                                                           | 270.0                                                                                           | 256.9                                                                                           | 222.1                                                                                           | 223.9                                                                                           | 207.3                                                                                           | 213.0                                                                                           | 2.933                                                                                           |
| Phần trăm nắng có thể                                                                           | 71                                                                                              | 68                                                                                              | 68                                                                                              | 68                                                                                              | 68                                                                                              | 66                                                                                              | 61                                                                                              | 62                                                                                              | 60                                                                                              | 65                                                                                              | 69                                                                                              | 72                                                                                              | 67                                                                                              |
| Nguồn: China Meteorological Administration                                                      |                                                                                                 |                                                                                                 |                                                                                                 |                                                                                                 |                                                                                                 |                                                                                                 |                                                                                                 |                                                                                                 |                                                                                                 |                                                                                                 |                                                                                                 |                                                                                                 |                                                                                                 |